# تقع هامشي
تُقَع هامشي ويعرف بسمك المرجان الهامشي (الاسم العلمي Chelmon marginalis)، نوع سمك من التقع، اعطانه غرب المحيط الهادي، في شمال أستراليا والقسم الغربي منها والحاجز المرجاني العظيم وبابوا غينيا الجديدة.